# Takydromus luyeanus
Espèce
Takydromus luyeanus est une espèce de sauriens de la famille des Lacertidae.

## Répartition
Cette espèce est endémique de Taïwan.

## Publication originale
- Lue & Lin, 2008 : Two New Cryptic Species of Takydromus (Squamata: Lacertidae) from Taiwan. Herpetologica, vol. 64, no 3, p. 379-395.